# Гашенникова, Ирина Владимировна
Ирина Владимировна Гашенникова (род. 11 мая 1975 года) — российская хоккеистка, вратарь сборной России. Мастер спорта международного класса.

## Карьера
Игрок сборной России с 1994 года. Участница трёх Олимпиад (2002, 2006, 2010). Бронзовый призёр чемпионата мира 2001. Серебряный призёр чемпионата Европы 1996. Обладатель Кубка Европейских чемпионов 2010.